# Paul Jones (voetballer)
Paul Steven Jones (Chirk, 18 april 1967) is een voormalig profvoetballer uit Wales die speelde als doelman. Hij beëindigde zijn carrière in het seizoen 2007-2008 bij de Engelse club Bognor Regis Town FC.

## Interlandcarrière
Onder leiding van bondscoach Bobby Gould maakte Jones zijn debuut voor het Welsh voetbalelftal op 27 mei 1997, toen hij Andrew Marriott na de eerste speelhelft verving in het vriendschappelijke duel in Kilmarnock tegen Schotland. Ook Paul Trollope (Fulham), Lee Jones (Tranmere Rovers) en Simon Haworth (Coventry City) maakten in die wedstrijd voor het eerst hun opwachting in de nationale ploeg van Wales. Jones was de opvolger van de legendarische Neville Southall, die met 92 caps nog altijd recordinternational van de Welshmen is.

## Erelijst
Kidderminster Harriers
- FA Trophy

1987
 Stockport County
- Division Two

1997 (runner-up, promotie naar Division One)
 Southampton
- FA Cup

2003 (runner-up)